# محمود بسخاني
محمود بسخاني (بالفارسية: محمود پسخاني). أسس بسخاني الحركة النقطوية بعد خروجه من الحركة الحروفية. علن نفسه مهديًّا في العام 1397. ولد في پسخان، إيران (هو قريب من گلان).